# 806
Cette page concerne l'année 806  du calendrier julien. Pour l'année 806 av. J.-C., voir 806 av. J.-C.  Pour la voiture, voir Peugeot 806.
L'année 806 est une année commune qui commence un jeudi.

## Événements

### Asie
- Avril : début du règne de Heizei, empereur du Japon.

- Le moine Kūkai, de retour de Chine (804-806), introduit l'école bouddhiste tantrique Shingon au Japon[1].

### Proche-orient
- Ashot Bagratouni, établi à Bagaran, reçoit du calife le titre de prince d’Arménie[2].
- Raid majeur lancé par le calife abbasside Hâroun ar-Rachîd contre l'Anatolie byzantine[3].

### Europe
- 3 janvier : consécration de l'église de Germigny-des-Prés par Théodulf d'Orléans (mosaïque)[4].
- 6 février : Divisio regnorum ou Divisio imperii, promulgué à la diète de Thionville. Charlemagne partage son royaume entre ses trois fils légitimes, Charles, Pépin et Louis, suivant la coutume franque[5]. Pépin, roi d’Italie, obtient la Bavière et l’Alémanie. Le royaume aquitain de Louis est augmenté de la Septimanie, de la Provence et d’une partie de la Bourgogne. Charles se voit réserver le regnum Francorum traditionnel (Neustrie et Austrasie).
- Mars : capitulaire de Nimègue[6]. Interdiction de l’usure. Renouvellement du serment à l’empereur, qui ordonne que chacun consentisse publiquement au Divisio imperii.
- 12 avril : 
  - Le moine Nicéphore (758-829) devient patriarche de Constantinople. Les stoudites Platon et Théodore s’opposent à sa nomination[3].
  - Charlemagne célèbre Pâques à Nimègue[7].
- Printemps : expédition de Charles, fils de Charlemagne, contre les Sorabes. Il établit deux bases fortifiées, l’une sur l’Elbe, l’autre à Halle sur la Saale[7].
- Été : 
  - Louis le Pieux réprime une révolte des Vascons à Dax puis passe les Pyrénées et marche jusqu'à Pampelune[8].
  - Nouveau raid des Vikings sur Iona et le Nord-Ouest de l'Écosse. Soixante-huit moines sont tués[9].

- Une flotte byzantine intervient en Adriatique. Les Francs perdent la Vénétie, la Dalmatie et la Croatie[7].
- Les Sarrasins s’emparent de l’île de Pantelleria en Italie et vendent comme esclaves en Espagne les moines qu’ils y ont trouvé. Charlemagne les fait racheter[10]. Pépin, roi d’Italie, arme une flotte pour chasser les Sarrasins de Corse. Il se rend maître de l’île qui est reprise dès l’année suivante[7].
- Outre l’équipement traditionnel (chevaux, lance, bouclier, épée longue et épée courte), les combattants à cheval de l'empire carolingien sont tenus de se munir d’un arc et de flèches[11].

## Décès en 806
- 25 février : Taraise de Constantinople[3].
- 9 avril : Kammu, empereur du Japon.

- Fardulf, abbé de Saint Denis.
- Grimoald III, prince de Bénévent.